# Lucania goodei
Lucania goodei är en fiskart som beskrevs av Jordan, 1880. Lucania goodei ingår i släktet Lucania och familjen Fundulidae. Inga underarter finns listade i Catalogue of Life.